# Giraldo (ort)
Giraldo är en ort i Colombia.   Den ligger i departementet Antioquía, i den nordvästra delen av landet, 300 km nordväst om huvudstaden Bogotá. Giraldo ligger 2 550 meter över havet och antalet invånare är 1 464.
Terrängen runt Giraldo är huvudsakligen bergig, men den allra närmaste omgivningen är kuperad. Giraldo ligger uppe på en höjd. Runt Giraldo är det ganska tätbefolkat, med 52 invånare per kvadratkilometer. Närmaste större samhälle är Cañasgordas, 8,4 km nordväst om Giraldo. I omgivningarna runt Giraldo växer i huvudsak städsegrön lövskog.